# Grampound Road
Grampound Road – wieś w Anglii, w Kornwalii, w dystrykcie (unitary authority) Kornwalia. Leży 9,9 km od miasta Truro, 11,2 km od miasta St Austell i 366,1 km od Londynu. W 2015 miejscowość liczyła 1024 mieszkańców.